# فريدا باين
فريدا باين (بالإنجليزية: Freda Payne)‏ هي مغنية وموسيقية وممثلة أمريكية، ولدت في 19 سبتمبر 1942 في ديترويت في الولايات المتحدة.

## وصلات خارجية
- الموقع الرسمي
- فريدا باين على موقع IMDb (الإنجليزية)
- فريدا باين على موقع ألو سيني (الفرنسية)
- فريدا باين على موقع ميوزك برينز (الإنجليزية)
- فريدا باين على موقع أول موفي (الإنجليزية)
- فريدا باين على موقع قاعدة بيانات برودواي على الإنترنت (الإنجليزية)
- فريدا باين على موقع أول ميوزيك (الإنجليزية)
- فريدا باين على موقع ديسكوغز (الإنجليزية)
- فريدا باين على موقع قاعدة بيانات الفيلم (الإنجليزية)
- فريدا باين على موقع كينوبويسك (الروسية)